# Orobophana meineckei
Orobophana meineckei är en snäckart som beskrevs av Neal 1934. Orobophana meineckei ingår i släktet Orobophana och familjen Helicinidae. Inga underarter finns listade i Catalogue of Life.